# Sargon Duran
Sargon Duran (* 31. Jänner 1987 in Wien) ist ein ehemaliger österreichischer Fußballspieler und nunmehriger -trainer.

## Karriere

### Als Spieler
Duran begann seine Karriere beim 1. Simmeringer SC. 2003 wechselte er zum First Vienna FC. 2005 spielte er erstmals in der Regionalliga. 2007 wechselte er zum SK Rapid Wien, wo er jedoch nur in der Regionalliga spielte. 2008 wechselte er zum SV Horn. 2009 wechselte er nach Deutschland zu Tennis Borussia Berlin. Im Jänner 2010 kehrte er nach Österreich nach Horn zurück. Im September 2010 wechselte er wieder zum inzwischen zum Profiverein aufgestiegenen First Vienna FC. Sein Profidebüt gab er am 12. Spieltag 2010/11 gegen den SV Grödig. 2011 wechselte er zum Amateurverein 1. SC Sollenau. Im Sommer 2012 lief sein Vertrag aus. Nachdem er keinen Verein gefunden hatte, kehrte er im Jänner 2013 nach Sollenau zurück. Im Sommer 2013 wechselte er zum Floridsdorfer AC, mit dem er 2014 den Aufstieg in den Profifußball feiern konnte. 2015 wechselte er zum Ligakonkurrenten SC Wiener Neustadt.
Nach der Saison 2017/18 verließ er den SC Wiener Neustadt und wechselte zum viertklassigen Mauerwerk Sport Admira. In der Winterpause der Saison 2018/19 beendete er seine Karriere als Aktiver.

### Als Trainer
Nachdem er 2015/16 die Lizenz zum Kindertrainer erhalten hatte, folgte 2016/17 die Lizenz als Jugendtrainer. In die weitere Aus- und Weiterbildung fielen die UEFA-B-Lizenz (2017/18) und die UEFA-A-Lizenz (2020/21).
Bereits in der Saison 2013/14 fungierte Duran als Co-Trainer im Nachwuchsbereich des Floridsdorfer AC.

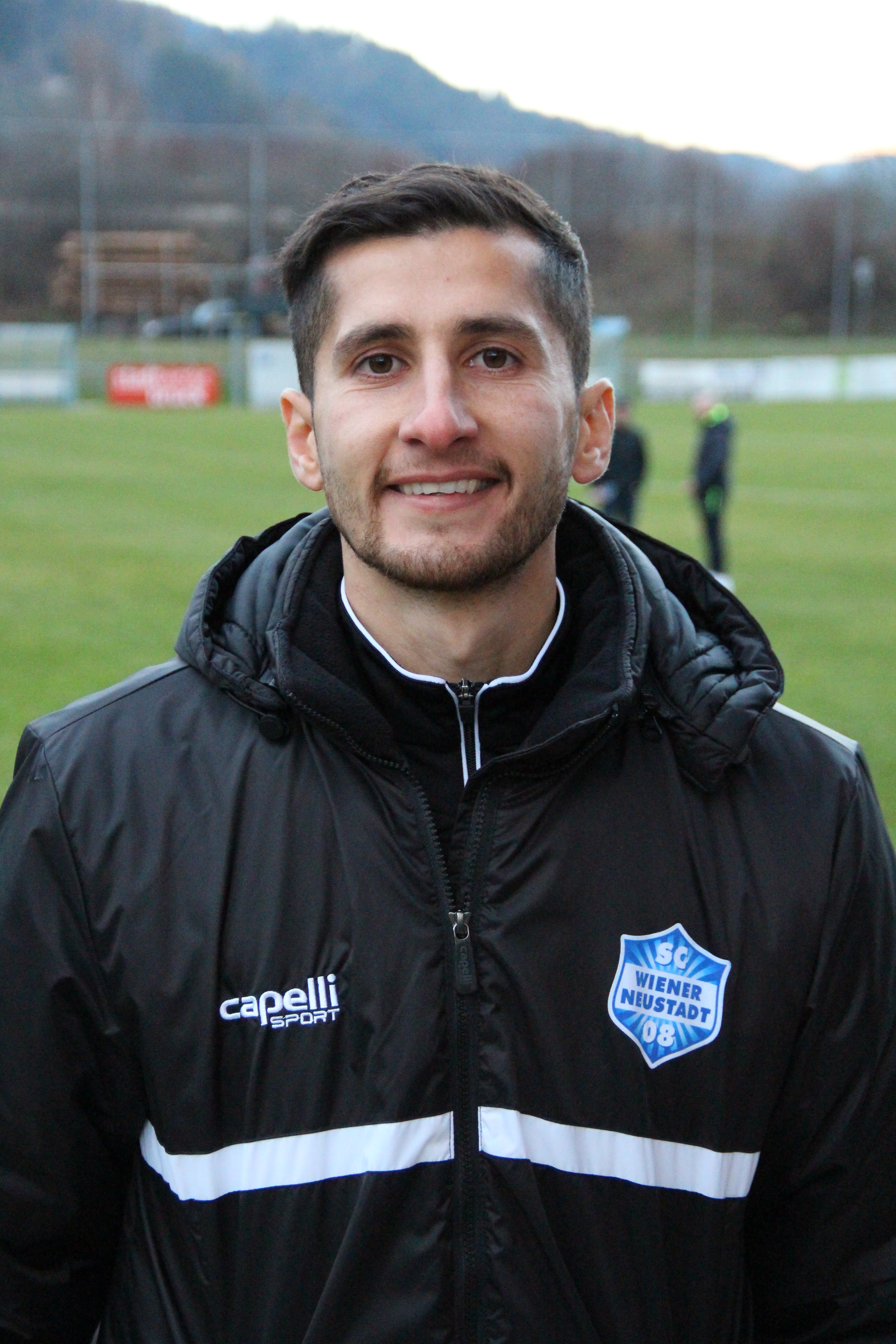
Duran als Co-Trainer in Wiener Neustadt 2018

Zur Saison 2018/19 wurde Duran Co-Trainer von Gerhard Fellner beim SC Wiener Neustadt, bei dem er bis dahin als Spieler aktiv gewesen war. Nachdem sich Wiener Neustadt im Mai 2019 von Fellner getrennt hatte, wurde Duran interimistisch Cheftrainer.
Nach dem Zwangsabstieg von Wiener Neustadt wurde er zur Saison 2019/20 Co-Trainer von Christian Ilzer beim Bundesligisten FK Austria Wien. Als Ilzer am Saisonende zum SK Sturm Graz ging, kam Duran nicht mit, sondern blieb in Wien und wurde bald darauf Co-Trainer von Irene Fuhrmann bei der österreichischen Frauenfußballnationalmannschaft. Parallel dazu übernahm er im April 2021 die Stelle als Co-Trainer von Klaus Schmidt beim FC Admira Wacker Mödling. Gemeinsam mit Schmidt verließ er den Verein nach der Saison 2020/21 wieder.
Zur Saison 2021/22 wurde Duran dann Co-Trainer seines Landsmannes Stefan Kulovits und Gerhard Kleppinger beim deutschen Zweitligisten SV Sandhausen. Gemeinsam mit dem Trainerduo wurde er aber bereits im September 2021 entlassen. Zur Saison 2022/23 wurde er ein zweites Mal Trainer von Wiener Neustadt.
Im Juni 2023 wurde sein Wechsel zur Frauenfußballabteilung des SK Sturm Graz bekannt, wo er Anfang Juli 2023 Christian Lang als Cheftrainer nachfolgte. Im Juni 2024 wurde die Vertragsverlängerung  bis Sommer 2026 bekanntgegeben.

## Erfolge

### Als Trainer
- Österreichischer Meister 2025